# Freeroll
Freeroll (čti frírol) je anglický termín užívaný zejména v pokeru a v on-line pokerových hernách pro označení typu turnaje. Nabízí jej většina pokerových heren. Jedná se o multi-turnaje v některé z pokerových her (Texas hold 'em, Omaha a pod.), kterých je možné se zúčastnit zdarma. Tyto turnaje jsou proto velice oblíbené zvláště u začínajících hráčů. Freerollové turnaje se také vyznačují především vysokou účastí hráčské populace, a ve většině případů jsou plně obsazené ještě před vypršením lhůty k registraci. Každá pokerová on-line herna má nastaveny limity, co do počtu přihlášených hráčů.
Nejdůležitější věcí na těchto freerollových turnajích je fakt, že i když hráč nemusí vkládat žádný vstupní poplatek, může někdy vyhrát za umístění v turnaji skutečnou finanční odměnu.
Tyto freerollové turnaje finančně dotují on-line pokerové herny, které se tak snaží přilákat co největší počet hráčů.
Freerolly si můžete v České republice zahrát pouze na legálních pokerových hernách, které vlastní licenci pro provoz hazardních her vydanou Ministerstvem financí ČR. 